# 台北駐大阪経済文化弁事処
台北駐大阪経済文化弁事処（タイペイちゅうおおさかけいざいぶんかべんじしょ、繁体字中国語: 臺北駐大阪經濟文化辦事處、英語: Taipei Economic and Cultural Office in Osaka、英略称: TECO-Osaka）、あるいは中華民国駐大阪弁事処（ちゅうかみんこくちゅうおおさかべんじしょ、繁体字中国語: 中華民國駐大阪辦事處）は、中華民国（台湾）が日本の大阪府大阪市に設置している総領事館級の外交代表機構である。一つの中国政策による制約のため、1972年9月の日華断交後は両国間に正式な外交関係はないが、民間機関という名目で実質的な外交代表機構が置かれている。

## 沿革
1972年12月、日華断交に伴い閉鎖された在大阪中華民国総領事館（繁体字中国語: 中華民國駐大阪總領事館、英語: Consulate-General of the Republic of China in Osaka）に代わって、亜東関係協会大阪弁事処（繁体字中国語: 亞東關係協會大阪辦事處）が設置される。1992年5月15日、亜東関係協会の改名について日華両国で合意され、同月20日、台北駐大阪経済文化弁事処に改称された。

## 所在地
| 日本語 | 〒530-0005 大阪府大阪市北区中之島2-3-18 中之島フェスティバルタワー17階・19階               |
| 中国語 | 郵遞區號530-0005 大阪府大阪市北區中之島2-3-18 中之島Festival Tower 17樓、19樓              |
| 英語   | Nakanoshima Festival Tower 17th & 19th Floor, 2-3-18, Nakanoshima, Kita-ku, Osaka 541-0059 |

## 公館長

### 総領事（1952～1972年）
| 代 | 氏名（日本語） | 氏名（中国語繁体字） | 着任   | 退任   | 備考                                                                                |
| -- | -------------- | -------------------- | ------ | ------ | ----------------------------------------------------------------------------------- |
| 1  | 黄克綸         | 黃克綸               | 1952年 | 1956年 |                                                                                     |
| 2  | 陳衡力         | 陳衡力               | 1956年 | 1960年 |                                                                                     |
| 3  | 孫秉乾         | 孫秉乾               | 1960年 | 1967年 | 横浜総領事。大阪総領事館落書き事件が発生した際の総領事。第4代ドミニカ共和国駐箚大使 |
| 4  | 呉玉良         | 吳玉良               | 1967年 | 1971年 | 長崎総領事                                                                          |
| 5  | 張庸夫         | 張庸夫               | 1971年 | 1972年 | 長崎総領事                                                                          |

### 処長（1972年～）
| 代 | 氏名（日本語） | 氏名（中国語繁体字） | 着任       | 退任       | 備考                                       |
| -- | -------------- | -------------------- | ---------- | ---------- | ------------------------------------------ |
|    | 余永順         | 余永順               |            | 1998年     | [ 7 ]                                      |
|    | 郭明山         | 郭明山               | 1998年     |            | 福岡分処長                                 |
|    | 呉嘉雄         | 吳嘉雄               | 2004年11月 | 2008年7月  | 横浜分処長                                 |
|    | 黄諸侯         | 黃諸侯               | 2008年     | 2013年7月  | 横浜分処長、福岡分処長                     |
|    | 蔡明耀         | 蔡明耀               | 2013年9月  | 2016年     | 第11代スワジランド（エスワティニ）駐箚大使 |
|    | 陳訓養         | 陳訓養               | 2016年9月  | 2018年     | [ 11 ]                                     |
|    | 蘇啓誠         | 蘇啟誠               | 2018年7月  | 2018年9月  | 那覇分処長。大阪弁事処長在任中に自殺       |
|    | 李世丙         | 李世丙               | 2018年11月 | 2021年11月 | [ 14 ] [ 15 ] [ 16 ]                       |
|    | 向明徳         | 向明德               | 2021年11月 | 2023年4月  | [ 17 ] [ 18 ]                              |
|    | 洪英傑         | 洪英傑               | 2023年4月  | （現職）   |                                            |

## 主要事件

### 在大阪中華民国総領事館落書き事件（1961年）
1961年9月30日未明、台湾民族派のバー経営者郭椿然と看板業者深水生富が、中華民国総領事館の1階正面出入口の鉄製扉や1階正面出入口左右の石造りの外壁に「支那人は支那へ帰れ」、「台湾は台人のもの」、「台湾独立万才」、「台湾共和国万才」、「蔣介石一派の豚共は台湾より去れ」などと落書きし、加えて、1階正面出入口上部に「台湾共和国大阪総領事館」と大書した看板を掲げる目的で孫秉乾総領事から立ち入りや看板の付け替えの許可を得ることなく侵入した。この事件を受けて大阪地方裁判所で公判が開かれたが、その結果、建造物等損壊罪、侮辱罪、建造物侵入罪並びにこれらの共同正犯に該当するとされ、郭に懲役8ヶ月、深水に懲役4ヶ月の判決が下された。ただし、中華民国の国章に対しては看板で覆い隠しただけで何ら物質的損壊を加えていなかったため、刑法第92条の外国国章損壊罪については検察からの求刑を棄却して無罪とした。
大阪地方裁判所での判決が下った後、検察官は外国国章損壊罪が適用されていない点に対する不服を、両被告人は完全無罪を主張して大阪高等裁判所に控訴したが、量刑の増減はなく、改めて郭に懲役8ヶ月、深水に懲役4ヶ月の判決が言い渡された。